# Fanapanges
Fanapanges (o Fala-Beguets) è un'isoletta delle Isole Caroline. Amministrativamente è una municipalità del Distretto Faichuk, di Chuuk, uno degli Stati Federati di Micronesia.
Ha 784 abitanti (Census 2008).